# Cabo Ortegal
El cabo Ortegal es un cabo situado en la costa atlántica española, dentro del municipio de Cariño, en la provincia de La Coruña, comunidad autónoma de Galicia.
Desde este cabo y hasta la frontera portuguesa se extiende la costa más recortada del litoral español, y, a su vez, constituye el límite occidental del golfo de Vizcaya, según la Organización Hidrográfica Internacional. Es la marca simbólica divisoria de aguas entre el océano Atlántico y el mar Cantábrico.

## Ubicación
El cabo Ortegal es el segundo cabo más septentrional de la península ibérica, solo superado por el cabo de la Estaca de Bares. Además, es el lugar más emblemático del municipio de Cariño, en La Coruña. Por su extraordinario valor geológico, morfológico, ornitológico, y por supuesto paisajístico, Ortegal está incluido en el lugar de interés comunitario (L.I.C.) “Costa Ártabra”.
Forma parte y delimita por su parte occidental la ría de Ortigueira, uno de los estuarios más importantes del norte de España, tal y como reconocen sus múltiples catalogaciones, que, entre otras, son: humedal incluido en el convenio de Ramsar y por lo tanto de importancia internacional y zona de especial protección para las aves, además de lugar de importancia comunitaria

## Vistas desde el faro
La localidad más próxima es Cariño, puerto pesquero de importancia y lugar desde el que dirigirse a visitar el cabo y al faro allí instalado. Para ello, desde el centro de la villa, se asciende entre casas multiformes y multicolores. La carrera gana altitud a medida que se aleja de la villa y discurre paralela al mar. A la derecha se extiende la ría de Ortigueira con sus tramos acantilados y sus arenales. Cerca del cabo, las laderas ganan en verticalidad y altura para configurar un lugar majestuoso.
El cabo Ortegal es, en realidad, una amplia arcada que se abre al océano flanqueada por dos impresionantes salientes rocosos: la punta do Limo, al oeste y la punta de Os Aguillóns al este; es aquí donde se emplaza el faro, una torre cilíndrica pintada de blanco y rojo, desde la cual puede divisarse:
- De frente, los Aguillóns, tres peñascos afilados constantemente erosionados por la acción del mar, donde los percebeiros arriesgan su vida para conseguir percebes. Este impresionante conjunto ya fue citado hace 19 siglos por el griego Ptolomeo con el nombre de Trileuco, que podría traducirse por los tres blancos, posiblemente refiriéndose a la espuma blanca que golpea los peñascos, o quizás al guano generado por la gran colonia de araos que allí había, la más importante de España, extinguida en los años 70 del siglo pasado.
- Al este, se asoma el cabo de Estaca de Bares, el punto más al norte de España, a menudo difuminado por la bruma.
- Al oeste, poco a poco los acantilados van ganando en altura sobre el Atlántico. Se divisa en primer término la sobrecogedora Punta Do Limo. Tras ella, Vixía Herbeira, con 613 m sobre el mar, es el acantilado costero más alto de España y de la Europa continental y el cuarto de mayor altura de Europa incluyendo las islas, tras los de Hornelen (860 m), Cabo Enniberg (754 m) y Croaghaun (668 m). Otros de similar altura son Preikestolen (604 m), Slieve League (601 m) y Cabo Girão (580 m).

## Geología

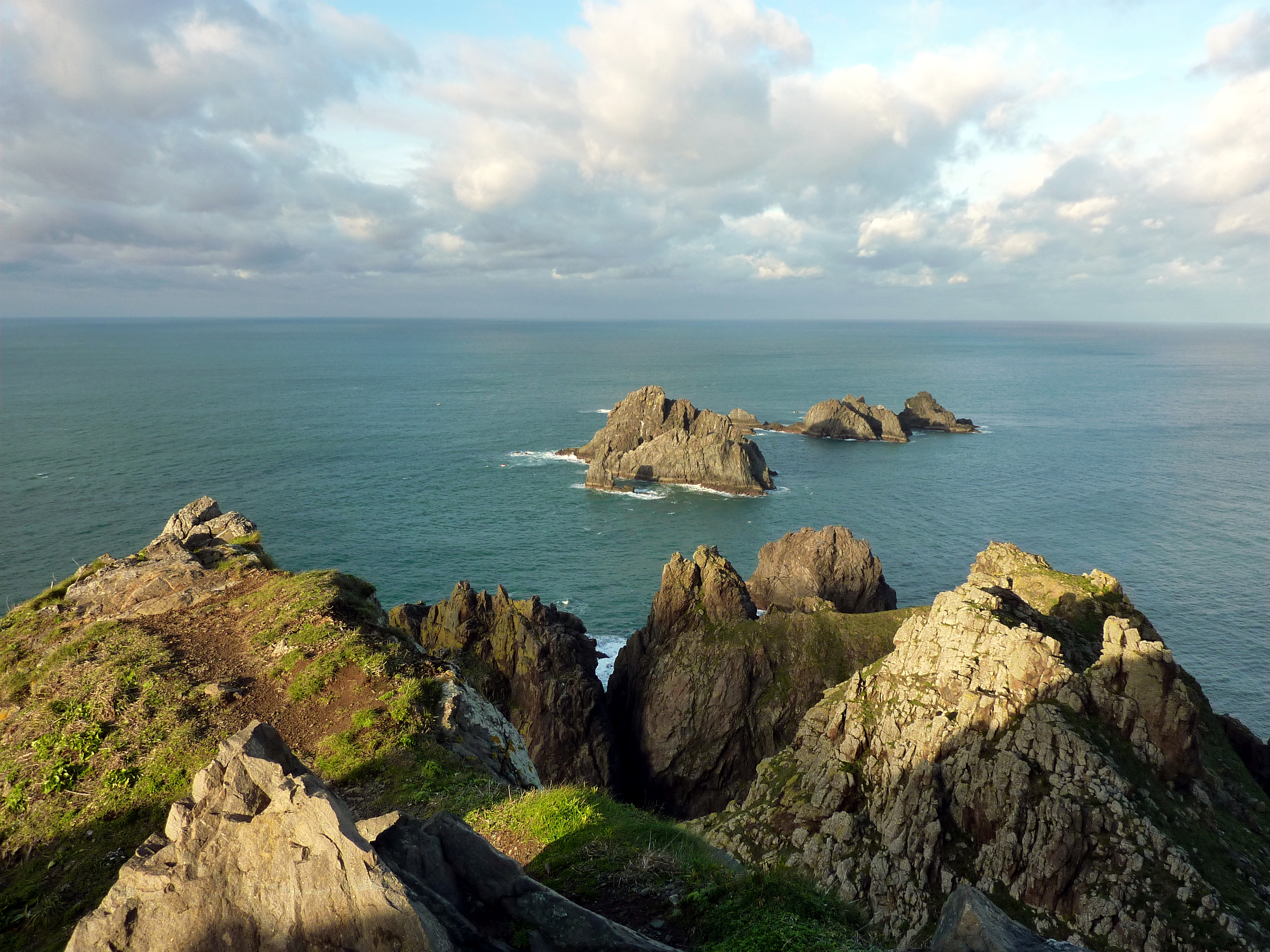
Cabo Ortegal.

Ortegal pertenece a la Zona de Galicia Trás-os-Montes, una de los sectores geológicos en que se divide el Macizo Ibérico. Algunos de sus materiales surgieron de la colisión de fragmentos continentales del Noratlántico y Báltico. Rocas básicas, ultrabásicas, gneis o eclogitas (piedras de gran dureza y muy resistentes a la erosión) abundan en el entorno del cabo. Pero es el granito negro la roca más espectacular de este paraje, ya que las que aquí encontramos, son las más antiguas de la península ibérica. En el resto del mundo aparecen rocas más antiguas, por ejemplo, en Australia, Canadá, Finlandia, Groenlandia, Rusia y Ucrania. Las rocas más antiguas conocidas están en Canadá y tienen en torno a 4000 millones de años. 
Este granito negro se formó bajo la superficie terrestre, a partir de magma, hace aproximadamente 1160 millones de años, lo que a su vez, implica que esta área de la península ibérica es anterior a la llamada explosión de la biodiversidad en la Tierra.
En aquella época la tierra tenía una apariencia "bastante inhóspita", sólo existían seres vivos unicelulares, la atmósfera era pobre en oxígeno y el sol era un 10 % menos brillante, según los investigadores. Estas rocas permanecieron a gran profundidad hasta que afloraron cuando los continentes, que estaban agrupados en uno solo, Pangea, se dividieron, lo que produjo un acantilado de más de 600 metros de altura.
El lugar está propuesto como «Global Geosite» (Lugar de interés geológico español de relevancia internacional) por el Instituto Geológico y Minero de España, con la denominación «OV004d: Acantilados y macizo montañoso en Punta Aguilones (Cabo Ortegal). Complejo de Cabo Ortegal» dentro del grupo de contextos geológicos «El orógeno varisco ibérico».

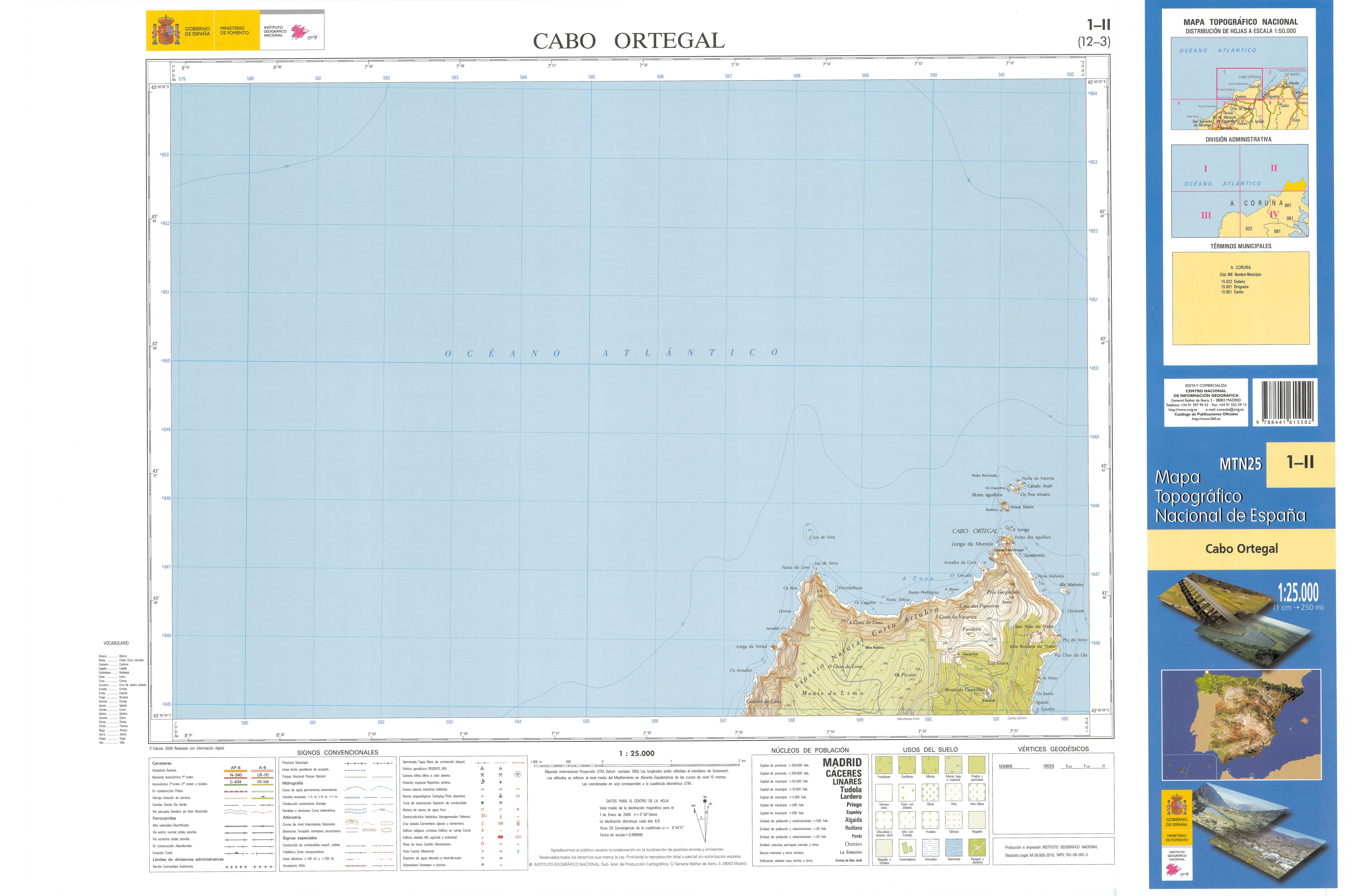
El cabo Ortegal en el Mapa Topográfico Nacional de España escala 1:25.000.

En la actualidad hay un proyecto para la declaración de Geoparque Mundial de la UNESCO al territorio, que se extiende por ocho municipios de la zona: Cariño, Cedeira, Cerdido, Moeche, Ortigueira, San Sadurniño, As Somozas (si bien este municipio, único de la zona gobernado por el Partido Popular en 2018, se ha autoexcluido del proyecto) y Valdoviño, para lo que se denomina "Complejo de Cabo Ortegal". Este proyecto quiere destacar la singularidad geológica de la zona y es visto como una oportunidad de desarrollo de una comarca rural y con decadencia económica y demográfica. La diputación provincial de La Coruña ha dotado con 500.000 € en 2018 un programa para preparar adecuadamente la candidatura.

## Fauna en el cabo
Durante la primavera, las repisas y grietas de los acantilados son ocupados por cientos de gaviotas partiamarillas, y en mucho menor número por otras especies como la chova piquiroja, el paiño común, el roquero solitario o el cormorán moñudo. También se deja ver el halcón peregrino.
Con la llegada del otoño, cientos de miles de aves marinas de decenas de especies diferentes migran hacia el sur frente a este cabo, convertido así (junto con la Estaca de Bares) en uno de los mejores lugares de Europa para estudiar sus viajes de un mar a otro. También es habitual contemplar cetáceos como delfines, calderones y, en ocasiones, ballenas. Unos y otros se detectan mejor con prismáticos.

## La ruta del medievo
El cabo Ortegal es el origen del sendero de Gran Recorrido del Medievo (GR 50). Única de este tipo en las rías Altas, une este lugar con Betanzos. Su duración es de aproximadamente 23 horas de caminata continua.